# Чончоль, Жак
Жак Чончоль Хаит (исп. Jacques Chonchol Chait, 26 марта 1926, Сантьяго — 5 октября 2023) — чилийский политический деятель левохристианского толка, один из деятелей христианских демократов, перешедших в леворадикальное Движение единого народного действия (МАПУ), министр сельского хозяйства в правительстве Сальвадора Альенде.

## Биография
Изучал агрономию в Чилийском университете, который окончил в 1949 году. Продолжил обучение в Сорбонне, изучая политологию и виноградарство (получил степень доктора философии).
После возвращения в Чили работал в Министерстве земледелия. Некоторое время также проработал в ООН и ФАО[уточнить].
Когда христианский демократ Эдуардо Фрей Монтальва занял пост президента в 1964 году, Чончоль был назначен вице-президентом Институтом развития сельского хозяйства Чили для разработки и проведения аграрной реформы.
В 1969 году вместе с другими активистами левого крыла ХДП образовал новую партию МАПУ, которая присоединилась к коалиции Сальвадора Альенде «Народное единство». Однако когда молодые члены МАПУ попытались трансформировать МАПУ из левокатолической в марксистскую организацию, Жак Чончоль, Рафаэль Агустин Гомусио и Сильва Солар покинули её и создали «Левое христианское движение».
С 3 ноября 1970 года по 2 ноября 1972 года — министр сельского хозяйства в правительстве Сальвадора Альенде. Вскоре после назначения его министром перенёс свою штаб-квартиру в столицу провинции Каутин Темуко, чтобы лично руководить «ускоренным проведением в жизнь» аграрной реформы. Был заменён Роландо Кальдероном.
Став политическим эмигрантом после военного переворота 1973 года, возглавил Институт латиноамериканских исследований в Университете Парижа.
В Чили вернулся в 1994 году.
Выступал с критикой неолиберализма и неолиберальной глобализации.